# Libellen-Walzer
Libellen ist ein Walzer von Johann Strauss (Sohn) (op. 180). Das Werk wurde am 29. Januar 1856 im Sofienbad-Saal in Wien erstmals aufgeführt.